# Johannesevangeliet
Johannesevangeliet er den fjerde bog i Det Nye Testamente. Det er samtidig det fjerde og sidste af evangelierne. Johannesevangeliet forkortes Joh.

## Datering
Johannesevangeliet menes at være det sidst skrevne evangelium. Det har hidtil været antaget, at evangeliet er skrevet mellem år 65 og 85. Nogle bibelforskere mener dog, at sidste del først er skrevet i slutningen af 1. eller begyndelsen af 2. århundrede. Den gængse holdning er, at evangeliet blev skrevet ad to eller tre gange. Den første del antages at være skrevet mellem år 50-70 og sidste del omkring år 95-100. Johannesevangeliet forkortes Joh.

## Ophav
Johannesevangeliet tilskrives traditionelt disciplen Johannes, som af nogle identificeres med apostlen Johannes, men skriftet er som de øvrige evangelier anonymt - det oplyses blot afsluttende (Joh 21:20-24), at det er skrevet af "den discipel, som Jesus elskede" (se nedenfor).
Forfatteren af evangeliet er omstridt. I den oldkirkelige tradition regnede nogle med, at apostlen Johannes Zebedæussøn var forfatteren. En anden tradition modsiger det, da denne Johannes skulle være død før affattelsestiden. Andre mente, at det var skrevet af en anden af Jesu disciple, presbyteren Johannes. Johannesevangeliet synes dog ikke at være skrevet af en, der har levet i Galilæa på Jesu tid, men synes nærmere at afspejle en tid, hvor ingen har kendt den levende, historiske Jesus.[kilde mangler] Andre teorier om forfatteren af evangeliet taler om en forfatterskole – et johannæisk forfatterkollektiv.
Traditionen peger på, at evangeliet er skrevet i byen Efesos, der var et mødested for mange religiøse strømninger.

## Indhold
Kapitel 1: Åbningshymne og Jesu første aktiviteter
Kapitel 2: Et bryllup
Kapitel 3: En samtale om natten
Kapitel 4: En samtale midt på dagen
Kapitel 5: Vidnesbyrd om Faderens gerninger
Kapitel 6: Livets brød
Kapitel 7: Levende vand
Kapitel 8: Jesu vidnesbyrd om sig selv
Kapitel 9: En blind mand ser
Kapitel 10: Hyrden og fårene
Kapitel 11: Lazarus kommer ud af graven
Kapitel 12: Jesus, gjort klar til sin begravelse, drager ind i Jerusalem
Kapitel 13: Jesu sidste tale
Kapitel 14: Talsmanden
Kapitel 15: Disciplenes kærlighed, verdens had
Kapitel 16: Hvad Talsmanden gør, når jeg er væk
Kapitel 17: Jesu bøn for sine tilhængere
Kapitel 18-19: Jesus arresteres, forhøres, dømmes og henrettes
Kapitel 20: Opstandelsen
Kapitel 21: Efterskrift: Hvem er størst – Peter eller Den Elskede Discipel?

## "Den Elskede Discipel"
I Johannesevangeliet optræder på afgørende steder en navnløs og gådefuld figur, der fremstilles som en discipel, som havde en særligt nær relation til Jesus. I sidste kapitel afsløres, at forholdet var anstrengt mellem de kristne menigheder, der har haft Johannesevangeliet som deres foretrukne evangelium, og som begrundede deres tradition med henvisninger til 'den discipel Jesus elskede', og andre traditioner i den tidlige kirke. Kapitel (21) er tilføjet efter Simon Peters og Den Elskede Discipels død. Kapitlet skal afklare deres indbyrdes relation – hvem af dem er størst? Det svar, der gives er: Peter har forrang som kirkens hyrde. Den Elskede Discipel er disciplen par excellence. Og rollefordelingen mellem dem tilkommer Herren.

## Karakteristik
Johannesevangeliet adskiller sig væsentligt fra de tre synoptiske evangelier og er det mest teologisk reflekterede af de fire evangelieskrifter i Det Nye Testamente. Det viser, at det er skrevet sidst. Til forskel fra de tre andre har sproget i Johannesevangeliet poetisk karakter. Indholdsmæssigt adskiller Johannesevangeliet sig også fra de synoptiske evangelier.
Fra begyndelsen gøres det klart, i hvilket lys evangeliet skal læses: ”I begyndelsen var Ordet, og Ordet var hos Gud, og Ordet var Gud” (Joh 1,1 Arkiveret 12. februar 2007 hos  Wayback Machine). Skribenten forkynder Jesus. Det er målet at få læseren til at forstå, hvem Jesus er. Hen mod slutningen står der: ”Men dette er skrevet, for at I skal tro, at Jesus er Kristus, Guds søn, og for at I, når I tror, skal have liv i hans navn.” (20,31 Arkiveret 30. september 2007 hos  Wayback Machine). Til forskel fra de andre evangelier gøres det i Johannesevangeliet klart, at Jesus er Gud selv. Det pointeres flere steder i evangeliet, at Faderen og Sønnen er den samme Gud og at ”ingen kommer til Faderen uden ved mig” (14,6 Arkiveret 28. september 2007 hos  Wayback Machine).
Baggrunden er en krise med det omgivende samfund – de kristne trækker sig bort fra en farlig, fjendtlig omverden for at samle sig om deres Herre, der forklarer om sig selv og sin sande identitet. Konflikt er en konstant baggrund. Der bruges mange modsætningsforhold i evangeliet (lys/mørke, had/kærlighed, osv.) Tro eller afvisning af Jesus er et enten-eller, et ude-eller-inde. Troen er ikke en privatsag, men skal bekendes offentligt, ikke ulig en fane-ed.
Sprogtonen er dog ikke krisepræget, men rolig og nærmest lyrisk med rytme i sætninger og udsagn. Alt er fortalt fra Guds synsvinkel, dvs. den autentiske og ægte synsvinkel på livet. Sproget er symbolsk i flere lag og suggestivt, men med basis i historiske begivenheder. Der er en aura af uafhængig autoritet over dette evangelieskrift, holdningen er individualistisk og anti-hierarkisk - dog uden at bryde med resten af den tidlige kristne kirke, hvis autoritet er repræsenteret ved Peter).
"Vidnesbyrd" er den danske oversættelse af martyria, som er et nøgleord i dette evangelium. Det er sågar vigtigere end "tegn" (semeion), der i sig selv er en form for vidnesbyrd. Jesu "tegn" er hans mirakler, der er en foreløbig åbenbaring, der kræver tolkning i lyset af hans ord samt hans død og opstandelse. Helligånden er "Talsmanden", der fortsætter Jesu nærvær og tjeneste blandt de kristne.
Noget helt unikt for Johannesevangeliet er forekomsten af ironi, noget der ikke er tradition for i evangelierne.[kilde mangler]
Formålet med Johannesevangeliet er at proklamere Jesu sande identitet, så tilhørernes tro på ham bliver ledt i den rigtige retning. Hensigten er overtalelse, snarere end historisk redegørelse. Et gennemgående tema er strid om religiøs sandhed, klargøring af påstande, så de enten accepteres eller afvises, ikke ulig en advokats tale i en retssal med indkaldelse af vidner. (Se f.eks. 10,17-21)
Spørgsmålet 'Hvem er Jesus?' er kaldt for "Johannesevangeliets messiashemmelighed", fordi Jesu sande identitet er noget, man forstår i kraft af åbenbaring, ikke ved skrift eller tradition. Jesus belyser de hellige skrifter, ikke omvendt. Åbenbaringen i Jesus refererer til og forudsætter Guds åbenbaring til Israel – åbenbaringen af Gud er et eksplicit tema i Johannesevangeliet. Især opstandelsen kaster sit lys på det foregående.

## Detaljer
Et af de mest berømte bibelcitater stammer fra Johannesevangeliet (Joh. 3:16): ”Thi således elskede Gud verden, at han gav sin Søn den enbårne, for at enhver, som tror på ham, ikke skal fortabes, men have evigt liv.”. Dette citat, der også kaldes Den lille Bibel, er oversat til mere end 1100 sprog.